# Fawzia Karim Firoze
Fawzia Karim Firoze, en bengali : ফওজিয়া করিম ফিরোজ, est une avocate bangladaise qui siège à la Cour suprême du Bangladesh. Elle soutient les droits des personnes marginalisées et défend les travailleurs de l'habillement, les victimes d'attaques à l'acide et de harcèlement sexuel. Le 4 mars 2023 elle se voit décerner le prix international de la femme de courage.